# NGC 5201
NGC 5201 (również PGC 47324 lub UGC 8480) – galaktyka spiralna (S?), znajdująca się w gwiazdozbiorze Wielkiej Niedźwiedzicy. Odkrył ją William Herschel 14 kwietnia 1789 roku. Jest to galaktyka z aktywnym jądrem typu LINER.